# Gianmaria Pomedello
Gianmaria Pomedello  (Villafranca di Verona, 1478-1537) est un graveur et un peintre italien de la haute Renaissance qui fut actif au début du XVIe siècle.

## Biographie
Gianmaria Pomedello a exercé diverses activités tout au long de sa vie : orfèvre, graveur, fabricant de médailles et peintre.
Six gravures, datées entre 1510 et 1534, lui sont formellement attribuées.
Une toile intitulée la Madonna dello Spasimo est conservée en l'église San Tomaso Cantuariense à Vérone.
Gianmaria Pomedello a eu l'occasion de se rendre à Rome où il réalisa des Bozzetti de ruines romaines. Un de ceux-ci, représentant un sarcophage du Panthéon inspira Giovanni Battista Piranesi (Le Piranèse) qui le copia tandis que Giovanni Battista Maini s'en inspira pour réaliser le tombeau du pape Clement XII.

## Œuvres
- Madonna dello Spasimo, toile, église San Tomaso Cantuariense, Vérone.
- Jean Ermo, gouverneur de Vérone, sculpture.